# Elecciones generales de Uruguay de 1928
El 25 de noviembre de 1928 se realizaron las elecciones generales de Uruguay. Las distintas facciones del Partido Colorado fueron las más votadas en las elecciones al Consejo Nacional de la Administración, mientras que el Partido Nacional y su partido hermano el Partido Blanco Radical obtuvieron la mayor cantidad de escaños en la Cámara de Diputados.

## Resultados

### Consejo Nacional de Administración
| Partido                | Votos   | %      | Miembros Electos | Miembros totales |
| ---------------------- | ------- | ------ | ---------------- | ---------------- |
| Partido Colorado       | 143,280 | 48.94  | 2                | 5                |
| Partido Nacional       | 141,055 | 48.18  | 1                | 4                |
| Partido Comunista      | 3,791   | 1.29   | 0                | 0                |
| Partido Blanco Radical | 3,715   | 1.27   | 0                | 0                |
| Unión Cívica           | 954     | 0.33   | 0                | 0                |
| Total                  | 292,795 | 100,00 | 3                | 9                |
| Votantes Registrados   | 382,817 | -      | -                | -                |
| Fuentes: Nohlen,       |         |        |                  |                  |

### Cámara de Diputados
| Partido o lema                                       | Partido o lema                    | Votos               | %                   | Diputados obtenidos | +/-                 |
| ---------------------------------------------------- | --------------------------------- | ------------------- | ------------------- | ------------------- | ------------------- |
| Partido Colorado                                     | Partido Colorado Batllista        | 88,553              | 29.61               | 37                  | -14                 |
| Partido Colorado                                     | Partido Colorado por la Tradición | 21,814              | 7.30                | 9                   | Nuevo               |
| Partido Colorado                                     | Partido Colorado Gral Rivera      | 21,322              | 7.13                | 9                   | +2                  |
| Partido Colorado                                     | Partido Colorado Radical          | 9,879               | 3.30                | 4                   | 0                   |
| Partido Colorado                                     | Partido Concentración Colorada    | 1,671               | 0.56                | 0                   | Nuevo               |
| Partido Colorado                                     | Agr, Col, Juventud Riv            | 831                 | 0.28                | 0                   | -                   |
| Partido Colorado                                     | Total                             | 144,070             | 48.18               | 59                  | -4                  |
| Partido Nacional                                     | Partido Nacional                  | 140,940             | 47.13               | 60                  | +4                  |
| Partido Blanco Radical                               | Partido Blanco Radical            | 4,219               | 1.41                | 1                   | -1                  |
| Partido Comunista                                    | Partido Comunista                 | 3,911               | 1.31                | 1                   | 0                   |
| Partido Socialista                                   | Partido Socialista                | 2,931               | 0.98                | 1                   | +1                  |
| Unión Cívica                                         | Unión Cívica                      | 2,743               | 0.92                | 1                   | 0                   |
| Partido Agrario                                      | Partido Agrario                   | 199                 | 0.07                | 0                   | 0                   |
| Partido Reformista                                   | Partido Reformista                | 4                   | 0.00                | 0                   | Nuevo               |
| Total                                                | Total                             | 299,017             | 100.00              | 123                 | 0                   |
| Votantes Registrados                                 | Votantes Registrados              | 382,217             | -                   |                     |                     |
| Fuente: Nohlen                                       |                                   |                     |                     |                     |                     |
| Presidente de la Cámara de Representantes de Uruguay |                                   |                     |                     |                     |                     |
| Titular                                              | Titular                           | Electo              | Electo              | Electo              | Electo              |
| Alfredo García Morales                               | Alfredo García Morales            | Guillermo L. García | Guillermo L. García | Guillermo L. García | Guillermo L. García |
| Partido Nacional                                     | Partido Nacional                  | Partido Colorado    | Partido Colorado    | Partido Colorado    | Partido Colorado    |

### Senado
Se eligieron miembros del colegio electoral de senadores para los departamentos de Montevideo, Maldonado, Cerro Largo, Paysandú, Colonia, San José y Lavalleja. Sobre por qué habían 18 senadores en ese momento se debió a que en las elecciones de 1926 no fue electo un senador por Salto debido a la falta de acuerdo en el consejo electoral de senadores del departamento.
| Partido o lema        | Partido o lema                 | Votos            | %                | Senadores obtenidos | Senadores totales | +/-              |
| --------------------- | ------------------------------ | ---------------- | ---------------- | ------------------- | ----------------- | ---------------- |
| Partido Colorado      | Partido Colorado Batllista     | 51,564           | 31.76            | 2                   | 6                 | 0                |
| Partido Colorado      | Por la Tradición Colorada      | 11,564           | 7.12             | 0                   | 6                 | 0                |
| Partido Colorado      | Partido Colorado Gral Rivera   | 7,814            | 4.81             | 0                   | 6                 | 0                |
| Partido Colorado      | Partido Colorado Radical       | 4,741            | 2.92             | 0                   | 6                 | 0                |
| Partido Colorado      | Partido Concentración Colorada | 3,330            | 2.05             | 0                   | 6                 | 0                |
| Partido Colorado      | Agr, Col, Juventud Riv         | 682              | 0.42             | 0                   | 6                 | 0                |
| Partido Colorado      | Total                          | 79,695           | 49.08            | 2                   | 6                 | 0                |
| Partido Nacional      | Partido Nacional               | 75,190           | 46.31            | 5                   | 12                | 0                |
| Partido Comunista     | Partido Comunista              | 3,122            | 1.92             | 0                   | 0                 | 0                |
| Partido Socialista    | Partido Socialista             | 2,445            | 1.50             | 0                   | 0                 | 0                |
| Unión Cívica          | Unión Cívica                   | 1,754            | 1.08             | 0                   | 0                 | 0                |
| Partido Agrario       | Partido Agrario                | 159              | 0.11             | 0                   | 0                 | 0                |
| Total                 | Total                          | 162,365          | 100.00           | 7                   | 18                | 0                |
| Fuente:               |                                |                  |                  |                     |                   |                  |
| Presidente del Senado |                                |                  |                  |                     |                   |                  |
| Titular               | Titular                        | Titular          | Titular          | Electo              | Electo            | Electo           |
| Ismael Cortinas       | Ismael Cortinas                | Ismael Cortinas  | Ismael Cortinas  | Ismael Cortinas     | Ismael Cortinas   | Ismael Cortinas  |
| Partido Nacional      | Partido Nacional               | Partido Nacional | Partido Nacional | Partido Nacional    | Partido Nacional  | Partido Nacional |